# Adolf Rosenberg
Carl Adolf Rosenberg (30. januar 1850 i Bromberg – 26. februar 1906) var en tysk
kunsthistoriker.
Rosenberg, der i Berlin havde studeret filosofi og arkæologi, var en meget flittig, meget skrivende, men bred og lidet åndfuld forfatter. Ved sine mange afhandlinger og skrifter om brødrene Beham (1875), Berlins (1879) og Münchens malerskole (1887), Rubensstikkere (1888), Rubensbreve (1881), bidrag til Knackfuss’ kunstnermonografier, forskellige afsnit i Dohmes Kunst und Künstler samt ved sin Geschichte der modernen Kunst (3 bind, 2. udgave 1894) et cetera har han imidlertid bibragt tysk kunstpublikum megen belærende viden; han udgav Klassiker der Kunst.